# Przetrwałe hiperplastyczne pierwotne ciało szkliste
Przetrwałe hiperplastyczne pierwotne ciało szkliste (ang. persistent hyperplastic primary vitreous, PHPV) – wada wrodzona oka polegająca na hipertrofii/hiperplazji płodowej włóknisto-naczyniowej tkanki podścieliskowej oka. Pierwotne ciało szkliste zawiązuje się około 7. tygodnia życia płodowego i począwszy od 20. tygodnia podlega stopniowej inwolucji. Niemal zawsze jest już nieobecne u noworodka. W przeciwnym wypadku przetrwałe naczynia mogą być obecne w przedniej i (lub) tylnej komorze oka.